# 雪莉·戴依
雪莉·戴依（英語：Shelley Day）是美國的女性電子遊戲設計師、遊戲監製、以及遊戲公司Humongous Entertainment、Hulabee Entertainment的成立者。

## 經歷

### 遊戲開發
在製作遊戲經歷上雪莉起初於1985年加入了美商藝電，隨後則進入了LucasArts參與數款作品的開發。
之後雪莉與一同離開LucasArts的羅恩·吉伯特；在1992年成立了Humongous Entertainment公司，設計了多款適合幼齡孩童遊玩的《噗噗車》系列遊戲，並曾在1999年期間被《時代》雜誌列為前50位電腦網路世代菁英人士之一。
2001年雪莉離開成立的Humongous Entertainment，另創建名為Hulabee Entertainment的遊戲公司；主推適合孩童遊玩的線上遊戲作品。

### 涉案
後續雪莉為了想購買位於華盛頓州默瑟島裡的豪華居所，偽造她的遊戲公司Hulabee Entertainment將會出售給迪士尼旗下集團的假消息；來向西雅圖一帶的銀行詐騙了約140萬美元貸款，之後在2005年12月2日被宣判需服刑兩年。

## 參與遊戲作品
- Super Boulder Dash（1986年）：聯合製作人
- Lords of Conquest（1986年）：聯合製作人
- Robot Rascals（1987年）：聯合製作人
- 名車大賽2（1989年）：製作人
- 猴島小英雄2：老查克的復仇（1991年）：製作人
- 亞特蘭提斯之謎（1992年）：製作人
- 噗噗車系列遊戲（1992～2000年）：設計